# Szabadságvesztés
A szabadságvesztés jogi szakkifejezés, gyűjtőfogalomként a bűncselekmények elkövetőinek  társadalomból való kizárását, annak különböző végrehajtási formáit és fokozatait értik alatta.

## Magyarországon
A hatályos magyar jogrendszerben a Büntető Törvénykönyvről (Btk.) szóló 2012. évi C. törvényben meghatározott büntetési nemek egyikét, azon belül a büntetésként kiszabható legszigorúbb szankciót jelenti.
A szabadságvesztés végrehajtásának célja az, hogy a törvényben meghatározott joghátrány érvényesítése során elősegítse az elítéltnek a szabadulása után a társadalomba történő beilleszkedését, és azt, hogy tartózkodjék újabb bűncselekmény elkövetésétől.
A szabadságvesztés életfogytig vagy határozott ideig tart. A határozott ideig tartó szabadságvesztés legrövidebb tartama három hónap, leghosszabb tartama húsz év; halmazati vagy összbüntetés, illetőleg bűnszervezetben történő elkövetés esetén huszonöt év. Életfogytig tartó szabadságvesztés azzal szemben szabható ki, aki a bűncselekmény elkövetésekor a huszadik életévét betöltötte.
A szabadságvesztés végrehajtásának rendjét, valamint az elítélt kötelezettségeit és jogait külön jogszabály (a büntetések és az intézkedések végrehajtásáról szóló 1979. évi 11. törvényerejű rendelet (Bv. tvr.), a szabadságvesztés és az előzetes letartóztatás végrehajtásáról szóló 6/1996. (VII. 12.) IM rendelet) határozza meg.
A szabadságvesztést a bíróság által meghatározott fokozatban – fegyházban, börtönben vagy fogházban – és a Büntetés-végrehajtási szervezet által kijelölt, lehetőleg az elítélt lakóhelyéhez legközelebb eső büntetés-végrehajtási intézetben hajtják végre. A fegyház a börtönnél, a börtön a fogháznál szigorúbb végrehajtási mód.
A büntetés kiszabásánál irányadó körülményekre (A büntetés kiszabásának elvei - Btk. 80. §) – különösen az elkövető személyiségére és a bűncselekmény indítékára – tekintettel a törvényben előírtnál eggyel szigorúbb vagy enyhébb végrehajtási fokozat határozható meg.
A büntetés végrehajtása alatt tanúsított kifogástalan magatartás esetén a bíróság úgy rendelkezhet, hogy a büntetés hátralevő részét eggyel enyhébb fokozatban kell végrehajtani; ha pedig az elítélt a büntetés-végrehajtás rendjét ismételten és súlyosan megzavarja, a bíróság elrendelheti, hogy a büntetés hátralevő részét eggyel szigorúbb fokozatban hajtsák végre. Az elítélt megváltozott magatartására figyelemmel a bíróság ezt a határozatát hatályon kívül helyezheti.
A szabadságvesztés végrehajtása alatt szünetelnek az elítéltnek azok az állampolgári jogai és kötelezettségei, amelyek a büntetés céljával ellentétesek, így különösen, amelyekre a közügyektől eltiltás kiterjed. A végrehajtás során a neveléshez és a büntetés-végrehajtás rendjéhez szükséges fegyelem érvényesül.
A szabadságvesztés végrehajtása során biztosítani kell az elítélt
- őrzését, felügyeletét és ellenőrzését,
- elhelyezését, élelmezését, ruházatát és egészségügyi ellátását,
- neveléséhez és oktatásához szükséges feltételeket,
- munkáltatását,
- a büntetés céljával nem ellentétes jogainak gyakorlását.

A szabadságvesztés végrehajtásának egyes fokozataiban eltérő az elítélt
- elkülönítése a külvilágtól,
- őrzése, felügyelete és ellenőrzése,
- büntetés-végrehajtási intézeten belüli mozgása,
- életrendje,
- személyes szükségleteire fordítható összeg,
- jutalmazása és fenyítése,
- részvétele az elítéltek öntevékeny szervezeteiben.

A szabadságvesztés végrehajtása során a nőket a férfiaktól, a fiatalkorúakat a nagykorúaktól, egészségeseket a betegektől, jogerősen elítélteket az előzetesen letartóztatottaktól, dohányzókat a nem dohányzóktól el kell különíteni. Az elítélteket egyedül, ha azonban ennek feltételei hiányoznak, közösen kell elhelyezni. A büntetés-végrehajtási intézet házirendjét a büntetés-végrehajtási intézet parancsnoka határozza meg. Ha az elítélt kóros elmeállapotúvá (Btk. 24. § (1) bek.) válik, és emiatt a szabadságvesztést nem lehet végrehajtani, az Igazságügyi Megfigyelő és Elmegyógyító Intézetben kell elhelyezni. Az itt eltöltött idő a szabadságvesztésbe beszámít.
A szabadságvesztés végrehajtása fontos okból – közérdekből, illetőleg az elítélt személyi, családi körülményei, egészségi állapota miatt – félbeszakítható.